# 泉眼镇
泉眼镇，是中华人民共和国吉林省长春市二道区下辖的一个乡镇级行政单位。

## 行政区划
泉眼镇下辖以下地区：
火石村、新立村、勤劳村、双山村、泉眼村、岗子村、赵家村和流沙村。